# Rhinocricus ekinus
Rhinocricus ekinus är en mångfotingart som beskrevs av Chamberlin 1955. Rhinocricus ekinus ingår i släktet Rhinocricus och familjen Rhinocricidae. Inga underarter finns listade i Catalogue of Life.